# 河内村 (岡山県)
河内村（こうちそん）は、岡山県真庭郡にあった村。現在の真庭市上河内、下河内、中河内に当たる。

## 歴史
- 1889年（明治22年）6月1日 - 町村制施行に伴い、大庭郡上河内村、下河内村、中河内村が合併して河内村となる。大字中河内に役場を置く。
- 1900年（明治33年）4月1日 - 大庭郡が真島郡と合併し、真庭郡となる。河内村は真庭郡の所属に変更。
- 1955年（昭和30年）1月1日 - 河内村は真庭郡落合町（2代）、川東村、木山村、津田村、美川村と合併し、落合町（3代）となる。河内村は廃止。

## 大字
現在はすべて真庭市の大字となっている。
- 上河内（かみごうち） 〒719-3121
- 下河内（しもごうち） 〒719-3122
- 中河内（なかごうち） 〒719-3124